# Hans-Ulrich Krüger
Hans-Ulrich Krüger (* 7. April 1952 in Lemgo) ist ein deutscher Politiker (SPD). Er war vom 15. Juli 2010 bis Oktober 2013 Staatssekretär im Ministerium für Inneres und Kommunales des Landes Nordrhein-Westfalen. Von 2002 bis 2009 und von 2013 bis 2017 war er Mitglied des Bundestages.

## Leben und Beruf
Nach dem Abitur 1971 am Engelbert-Kaempfer-Gymnasium in Lemgo absolvierte Krüger ein Studium der Rechtswissenschaften, welches er 1979 mit dem ersten juristischen Staatsexamen beendete. Anschließend war er als wissenschaftlicher Assistent an der Universität Bielefeld und gleichzeitig als Rechtsreferendar tätig. 1982 bestand er das zweite juristische Staatsexamen und wurde auch an der Universität Bielefeld mit der Arbeit Der strafrechtliche Schutz des Geschäfts- und Betriebsgeheimnisses im Wettbewerbsrecht – eine Untersuchung zum derzeitigen und künftigen Rechtszustand zum Dr. jur. promoviert.
Krüger war dann kurzzeitig als Rechtsanwalt tätig, trat aber noch 1982 als Richter in die Justiz des Landes Niedersachsen ein. Nach Stationen am Amts- und Landgericht Osnabrück und den Amtsgerichten Bersenbrück und Papenburg wurde er 1986 Richter am Landgericht Osnabrück. Von 1988 bis 1991 war Krüger schließlich städtischer Oberrechtsrat der Alten Hansestadt Lemgo.
Krüger ist als Berater für die Lobbyagentur Eutop Europe tätig.
Hans-Ulrich Krüger ist verheiratet und hat drei Kinder.

## Öffentliche Ämter
Von 1991 bis 1997 war Krüger Stadtdirektor und von 1997 bis 2002 hauptamtlicher Bürgermeister der Stadt Voerde (Niederrhein).
Von 2010 bis 2013 war er Staatssekretär im Ministerium für Inneres und Kommunales des Landes Nordrhein-Westfalen.

## Abgeordneter
Von 2002 bis 2009 und wieder von 2013 bis 2017 war Krüger Mitglied des Deutschen Bundestages. Hier gehörte er von November 2004 bis Oktober 2005 dem Vorstand der SPD-Bundestagsfraktion an. Er war von November 2005 bis März 2008 zunächst stellvertretender Sprecher und anschließend Sprecher der Fraktionsarbeitsgruppe „Finanzen“.
Hans-Ulrich Krüger zog zweimal als direkt gewählter Abgeordneter des Wahlkreises Wesel I in den Bundestag ein. Bei der Bundestagswahl 2009 unterlag er Sabine Weiss (CDU) mit 345 Stimmen Unterschied. Bei der Bundestagswahl 2013 unterlag er jedoch deutlicher und zog über die Landesliste ins Parlament ein.
Er war stellvertretender Vorsitzender im NSA-Untersuchungsausschuss bis Januar 2015. Von Februar 2016 bis Juni 2017 war er Vorsitzender im Cum/Ex-Untersuchungsausschuss.